# Káto Aigáni
Káto Aigáni är en ort i Grekland.   Den ligger i prefekturen Nomós Larísis och regionen Thessalien, i den centrala delen av landet, 240 km norr om huvudstaden Aten. Káto Aigáni ligger 31 meter över havet och antalet invånare är 105.
Terrängen runt Káto Aigáni är varierad. Havet är nära Káto Aigáni åt nordost. Runt Káto Aigáni är det ganska glesbefolkat, med 28 invånare per kvadratkilometer. Närmaste större samhälle är Leptokaryá, 14,2 km nordväst om Káto Aigáni. I omgivningarna runt Káto Aigáni växer i huvudsak blandskog.